# Gottfried Leonhard Baudis der Jüngere
Gottfried Leonhard Baudis der Jüngere (auch Baudiss, Baudiß) (* 26. Juli 1712 in Leipzig; † 17. September 1764 in Braunschweig) war ein deutscher Historiker, Rechtswissenschaftler und Hochschullehrer. Er war von 1761 bis 1764  Bibliothekar der Bibliothek des Collegium Carolinum, Vorgängereinrichtung der heutigen Universitätsbibliothek Braunschweig.

## Leben
Der Sohn des Juristen Gottfried Leonhard Baudis’ des Älteren studierte ab 1729 Rechtswissenschaft in Leipzig. Er erlangte 1734 den Magistertitel und wurde 1737 zum Dr. jur. promoviert. Er war an der Universität Leipzig als Privatdozent tätig, bevor er 1749 an das Collegium Carolinum in Braunschweig wechselte. Dort lehrte er bis zu seinem Tode 1764 Geschichte, Staatsrecht und historische Hilfswissenschaften. Herzog Karl I. ernannte ihn 1753 zum Hofrat. Baudis wurde 1761 Nachfolger Johann Wilhelm Seidlers als Bibliothekar der Bibliothek des Collegium Carolinum.
Baudis veröffentlichte 1729 und 1737 zwei Abhandlungen über die Monogramme und Vollziehungsunterschriften in den Urkunden der deutschen Kaiser und Könige in lateinischer Sprache. Seine Theorie von den Monogrammen stieß er später wieder um. Baudis’ bedeutendste Leistung liegt in der Mitarbeit an der deutschen Ausgabe der Annali d’Italia dal principio dell’era volgare sino all’anno 1500 von Ludovico Antonio Muratori.

## Werke (Auswahl)
- De sortitione magistratuum Atticorum contra Pythagoreos defensa: dissertatio epistolica ad Godofr. Leonh. Baudisium. Litteris Breitkopf, Leipzig 1734, OCLC 312071196 (online – Dissertation).
- Monogrammatum imperatorum ac regum germanicorum: a Carolo M. usque ad excessum Conradi III. Analysin et usum in probationibus illustri ICtorum ordine permittente. Pro licentia gradum doctoris in utroque iure rite capessendi publico examini. Breitkopf, Leipzig 1737, OCLC 16112119 (online – Dissertation).
- Mitwirkung in: Lodovico Antonio Muratori: Geschichte von Italien, nach Ordnung der Jahre, vom Anfange der Christlichen Zeit-Rechnung bis auf das Jahr 1500, aus dem Italiänischen übersetzt, und hin und wieder mit Anmerckungen insonderheit zur Erläuterung der Teutschen Historie versehen: Theil 1–9. Leipzig 1745, OCLC 465912375.